# Kebeleszentivány
Kebeleszentivány (románul Ivănești, németül Sankt Johann) falu Romániában, Maros megyében. Közigazgatásilag Jedd községhez tartozik.

## Fekvése
A falu a Hosszú-patak (régen Kebele) mentén fekszik Marosvásárhelytől 8 km-re keletre.

## Története
1332-ben Sancto Johanne néven említik először. 1661-ben Ali pasa serege pusztította el, ekkor dőlt romba temploma is, az oda menekült lakosságot lemészárolták. Később földesurai románokkal telepítették be. 1910-ben 227 főnyi lakosságából 176 román, 31 cigány, 17 magyar volt. A trianoni békeszerződésig Maros-Torda vármegye Marosi felső járásához tartozott. 1992-ben 296 lakosából 210 fő román, 45 magyar és 41 cigány volt.

## Látnivalók
- Református temploma 1796-ban, görögkatolikus (ma ortodox) temploma 1930-ban épült.

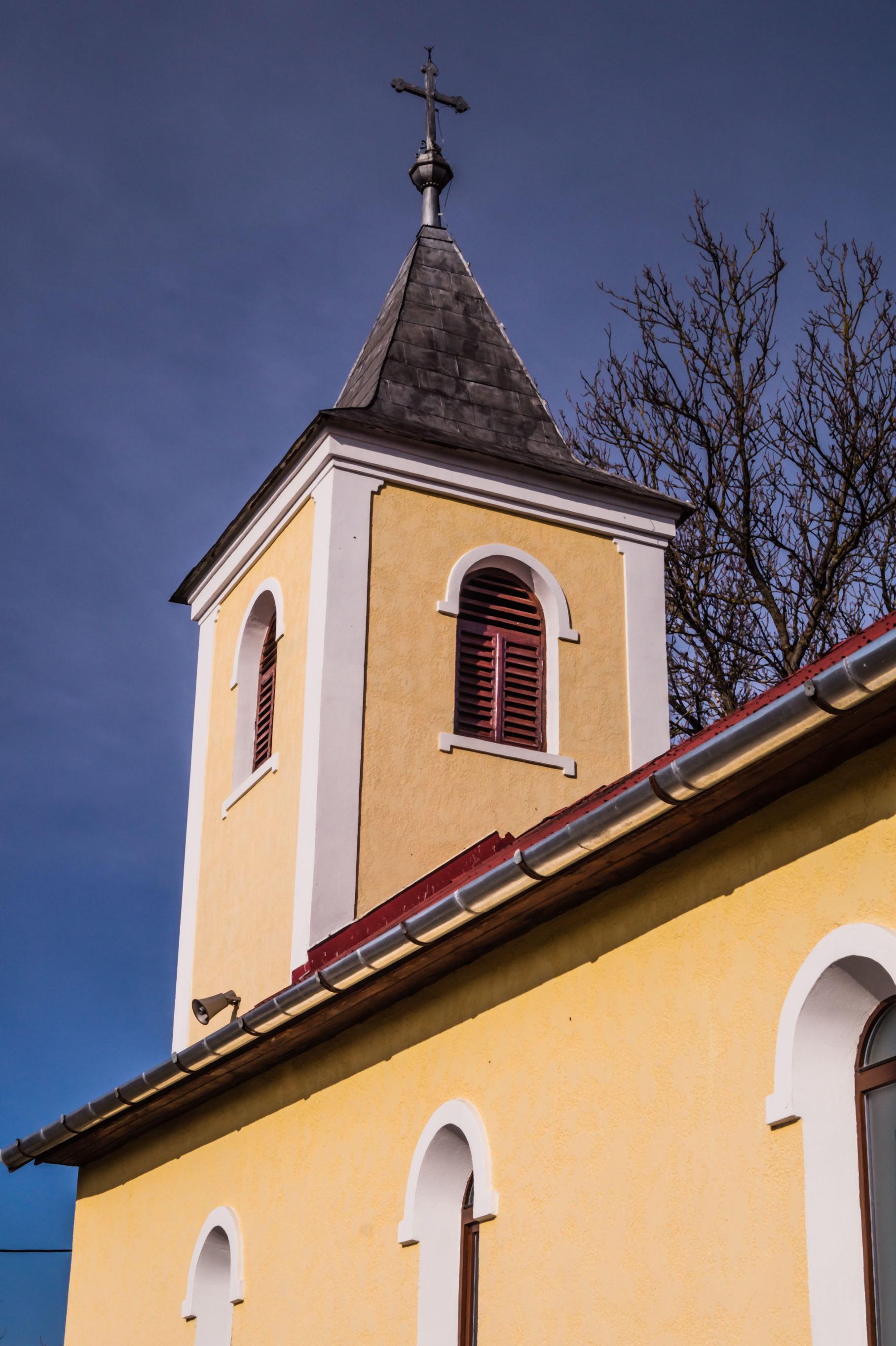
Ortodox templom